# Pont Boutiron
Die Pont Boutiron (auch Pont de Boutiron) ist eine Straßenbrücke über den Allier nahe dem Ortsteil Boutiron der Gemeinde Creuzier-le-Vieux im Norden von Vichy im Département Allier in der französischen Region Auvergne-Rhône-Alpes.
Sie führt die Route départementale D27 über den Allier und verbindet die nördlichen Vororte von Vichy mit dem auf dem linken Flussufer gelegenen Ort Charmeil und dem Flughafen Vichy-Charmeil.
Der Verkehr auf der zweispurigen Brücke ist auf Fahrzeuge bis 3,5 t beschränkt.
Die Pont Boutiron hat drei Öffnungen mit Stützweiten von 67 + 72 + 67 m, die von dreigelenkigen Bögen mit einem Pfeilverhältnis von 1/14 bzw. 1/15 überspannt werden, was für damalige Betonbrücken extrem flach ist. Die Bogenstärke beträgt 50 cm am Widerlager und 19 cm im Scheitel. Auf den Bögen dienen fachwerkartige Dreiecksverbände als Ständer für die ebenfalls sehr dünne Fahrbahnplatte.

## Geschichte
Die Pont Boutiron ersetzte eine von Marc Seguin  1856 errichtete Hängebrücke.
Die zwischen 1911 und 1913 von Eugène Freyssinet ausgeführte Brücke ist weitgehend identisch mit seiner zuvor ausgeführten Pont du Veurdre und der späteren Pont de Châtel-de-Neuvre. Als das Département Allier eine Steinbogenbrücke über den Allier bei dem Ort Le Veudre ausschrieb, machte François Mercier, ein an dem Brückenbau interessierter Bauunternehmer, dem Département das Angebot, zu dem Schätzpreis der Steinbogenbrücke die Pont du Veurdre sowie die Brücke bei Boutiron und die bei Châtel-de-Neuvre nach dem System Freyssinet auszuführen.
Freyssinet zog beim Bau der Brücke die Lehren aus den bei der Pont du Veurdre gemachten Erfahrungen mit dem bis dahin weitgehend unbekannten Kriechen und Schwinden von Beton. Es war zwar schon zu spät, um noch konstruktive Änderungen einzuführen, aber die Bogenscheitel wurden von vornherein so ausgebildet, dass die beiden Bogenhälften mit Hilfe hydraulischer Pressen auseinandergedrückt, die Lage der Scheitel dadurch laufend korrigiert und die Öffnungen mit Beton verfüllt werden konnten.
Während des Baus hatte Freyssinet damit zu kämpfen, dass eine Jahrhundertflut drohte, das bereits gefährlich zur Seite gedrückte Lehrgerüst endgültig zum Einsturz zu bringen. Es gelang ihm aber, mit eilig eingerichteten Notbehelfen und mit den für die Korrektur der Scheitel vorgesehenen Pressen das Lehrgerüst wieder in seine korrekte Position zu drücken. Aus Angst vor der in dieser Gegend sprichwörtlichen zweiten Flut ließ er anschließend die Betonarbeiten mit allen verfügbaren Kräften in Tag- und Nachtarbeit ausführen.
Die Brücke befindet sich nach wie vor in einem bemerkenswert guten Zustand.